# Grandilithus longtanica
Espèce
Synonymes
- Otacilia longtanica Liu, 2020

Grandilithus longtanica est une espèce d'araignées aranéomorphes de la famille des Phrurolithidae.

## Distribution
Cette espèce est endémique du Jiangxi en Chine,. Elle se rencontre vers Jinggangshan.

## Description
La femelle holotype mesure 4,81 mm.

## Systématique et taxinomie
Cette espèce a été décrite sous le protonyme Otacilia longtanica par Liu en 2020. Elle est placée dans le genre Grandilithus par Liu, Li, Zhang, Ying, Meng, Fei, Li, Xiao et Xu en 2022.

## Étymologie
Son nom d'espèce lui a été donné en référence au lieu de sa découverte, Longtan.

## Publication originale
- Liu, Luo, Ying, Xiao, Xu & Xiao, 2020 : « A survey of Phrurolithidae spiders from Jinggang Mountain National Nature Reserve, Jiangxi Province, China. » ZooKeys, no 946, p. 1-37 (texte intégral).